# Рікардо Мартінеллі
Рікардо Мартінеллі (ісп. Ricardo Martinelli; нар. 11 березня 1952, Панама) — панамський політик, підприємець. Обраний 3 травня 2009 року президентом Панами в результаті загальних прямих президентських виборів, набравши близько 60 % голосів виборців. Був висунутий ліберальною партією «Демократичні зміни».
Основний конкурент, кандидат від лівоцентристської Революційної демократичної партії Бальбіну Еррера поступилася, набравши менше 40 % голосів.
Змінив на посту Мартіна Торріхоса Еспіно. Час на посаді:
1 липня 2009 — 1 липня 2014. Залишив країну в 2015 році. Був оголошений Інтерполом в міжнародний розшук у травні за організацію прослуховування понад 150 осіб в період з 2009 по 2014 роки (коли обіймав посаду президента).

## Бізнес
Власник мережі супермаркетів Super 99.

## Сім'я
Мартінеллі одружений з Мартою Лінарес. У нього 3 дітей: Рікардо, Луїс Енріке і Кароліна.